# Moknine (delegación)
Moknine es una delegación de la gobernación de Monastir en Túnez. En abril de 2014 tenía una población censada de 89 277 habitantes.
Se encuentra ubicada en el centro-este del país, junto a la costa del mar Mediterráneo.